# Acer forrestii
Acer forrestii — вид клена, ендемічного для Китаю (Юньнань, Сичуань). Це дерево зустрічається в змішаних лісах, у долинах на висотах від 3000 до 3800 метрів. Вид популярний у вирощуванні.

## Опис
Дерева до 17 м заввишки, однодомні. Кора шорстка. Гілочки тонкі, голі. Листя опадне; ніжка 2.5–5 см, тонка, гола чи запушена; листкова пластинка яйцеподібна, 7–12 × 5–9 см, край подвійно-пилчастий із притиснутими гострими зубцями, 3-лопатева чи ні. Суцвіття верхівкове, китицеподібне, голе, з 5–20 квітками. Чашолистків 5, довгасті, 3–4 мм, голі. Пелюсток 5, оберненояйцевидних, 3–4 мм. Тичинок 8, ≈ довжиною пелюсток. Горішки плоскі, ≈ 7 мм в діаметрі; крило з горішком 23–25 × ≈ 8 мм, крила тупо розправлені. Квітне у травні, плодить у вересні.